# Qualificazioni alla Coppa del Mondo di rugby 2011 - Africa
Le qualificazioni africane alla Coppa del Mondo di rugby 2011 si tennero tra il 2008 e il 2009 e riguardarono 14 squadre nazionali africane che dovettero esprimere una qualificata direttamente alla Coppa e destinarne una ai ripescaggi intercontinentali.
Alla Coppa del Mondo di rugby 2011 furono ammesse di diritto le dodici squadre meglio classificate dell'edizione del 2007 (le otto quartifinaliste più le migliori terze classificate della fase a gironi) tra cui il Sudafrica vincitore del torneo, che quindi non fu interessato dalle qualificazioni.
Le qualificazioni si svolsero su quattro turni, il primo dei quali preliminare e gli altri tre coincidenti con la disputa della Coppa d'Africa 2008-2009.
A qualificarsi per la Coppa del Mondo fu la Namibia, vincitrice della Coppa d'Africa, mentre la Tunisia, battuta nella finale del torneo, fu destinata agli spareggi interzona.

## Criteri di qualificazione
- Turno preliminare (maggio 2008). Furono organizzati due incontri di spareggio in gara unica, tra Camerun e Nigeria e tra Botswana e eSwatini, per determinare le due squadre che si dovettero affiancare alle dieci già ammesse alla Coppa d'Africa 2008-09. Le vincenti di tale spareggio accedettero al torneo continentale[1].
- Primo turno (giugno — agosto 2008). Corrispose alla fase a gironi della Coppa d'Africa 2008-09: le dodici squadre furono ripartite in quattro gironi da tre ciascuna. La vincente di ciascun girone accedette alle semifinali.
- Secondo turno (giugno 2009). Coincise con le semifinali della Coppa d'Africa, che si disputarono in doppia gara: le due squadre vincitrici accedettero alla finale.
- Terzo turno (novembre 2009). Esso fu la finale della Coppa d'Africa. La vincente del doppio confronto, oltre a guadagnare il titolo di campione africano, si qualificò direttamente alla Coppa del Mondo; la finalista sconfitta fu destinata ai ripescaggi intercontinentali.

## Situazione prima degli incontri di qualificazione
| Preliminare                                                             | Primo turno | Secondo turno | Terzo turno                                                                   | Qualificate                                                                      |
| ----------------------------------------------------------------------- | --- | --- | ----------------------------------------------------------------------------- | -------------------------------------------------------------------------------- |
| Preliminare 1: - Camerun - Nigeria Preliminare 2: - Botswana - eSwatini | Africa Cup 2008-09 Girone A: - Namibia - Senegal - Zimbabwe Girone B: - Costa d'Avorio - Marocco - Zambia Girone C: - Kenya - Tunisia - Qualificata preliminare 1 Girone D: - Madagascar - Uganda - Qualificata preliminare 2 | Semifinali Africa Cup 2008-09 - Vincitrice girone A ― Vincitrice girone B - Vincitrice girone C ― Vincitrice girone D | Finale Africa Cup 2008-09 - Vincitrice semifinale 1 - Vincitrice semifinale 2 | Classificata direttamente: - Vincitrice finale Ai ripescaggi: - Sconfitta finale |

## Turno preliminare

### Preliminare 1
| Yaoundé 11 maggio 2008 | Camerun | 26 – 6 | Nigeria |  |

### Preliminare 2
| Gaborone 17 maggio 2008 | Botswana | 25 – 7 | eSwatini |  |

### Esito del turno preliminare
- Botswana e Camerun: qualificate al primo turno

## Primo turno

### Esito del primo turno
- Namibia, Costa d'Avorio, Tunisia e Uganda: qualificate al secondo turno

## Secondo turno

### Esito del secondo turno
- Namibia e Tunisia: qualificate al terzo turno

## Terzo turno

### Esito del terzo turno
- Namibia: qualificata alla Coppa del Mondo
- Tunisia: ai ripescaggi interzona

## Quadro generale delle qualificazioni
In grassetto le squadre qualificate al turno successivo
| Preliminare                                                             | Primo turno | Secondo turno                                                               | Terzo turno                                   | Qualificate                                                   |
| ----------------------------------------------------------------------- | --- | --------------------------------------------------------------------------- | --------------------------------------------- | ------------------------------------------------------------- |
| Preliminare 1: - Camerun - Nigeria Preliminare 2: - Botswana - eSwatini | Africa Cup 2008-09 Girone A: - Namibia - Senegal - Zimbabwe Girone B: - Costa d'Avorio - Marocco - Zambia Girone C: - Kenya - Tunisia - Camerun Girone D: - Madagascar - Uganda - Botswana | Semifinali Africa Cup 2008-09 - Namibia ― Costa d'Avorio - Tunisia ― Uganda | Finale Africa Cup 2008-09 - Namibia - Tunisia | Classificata direttamente: - Namibia Ai ripescaggi: - Tunisia |